# Anomaluridae
Famille
Les Anomaluridés (Anomaluridae) sont une famille de mammifères rongeurs souvent appelés écureuils volants bien que ne faisant pas partie des écureuils proprement dits, qui sont de la famille des Sciuridae. Il faut donc les distinguer des vrais écureuils volants qui forment la tribu des Pteromyini au sein des Sciuridés. Les Anomaluridés ne se rencontrent que dans les forêts d'Afrique. Ces rongeurs se déplacent en planant grâce à une membrane, le patagium, qui relie leurs membres antérieurs aux membres postérieurs. 
C'est le zoologiste et paléontologue français François Louis Paul Gervais (1816-1879) qui a créé cette famille en 1849.

## Systématique

### Liste des sous-familles
Selon Mammal Species of the World (version 3, 2005)  (9 oct. 2012) et ITIS (9 oct. 2012) :
- sous-famille Anomalurinae Gervais, 1849
- sous-famille Zenkerellinae Matschie, 1898

### Liste des genres
Selon Mammal Species of the World (version 3, 2005)  (9 oct. 2012) :
- sous-famille Anomalurinae
  - genre Anomalurus
- sous-famille Zenkerellinae
  - genre Idiurus
  - genre Zenkerella

Selon Paleobiology Database (9 oct. 2012) :
- genre Anomalurus
- genre Idiurus
- genre Kabirmys
- genre Nementchamys
- genre Paranomalurus
- genre Pondaungimys
- genre Shazurus
- genre Zenkerella